# Zhuliang
Zhuliang är en köpinghuvudort i Kina. Den ligger i provinsen Jiangxi, i den sydöstra delen av landet, omkring 150 kilometer sydost om provinshuvudstaden Nanchang. Antalet invånare är 36 404. Befolkningen består av 17 496 kvinnor och 18 908 män. Barn under 15 år utgör 22,0 %, vuxna 15-64 år 71 %, och äldre över 65 år 6,0 %.
Runt Zhuliang är det ganska tätbefolkat, med 179 invånare per kvadratkilometer. Zhuliang är det största samhället i trakten. Trakten runt Zhuliang består till största delen av jordbruksmark.
Genomsnittlig årsnederbörd är 2 454 millimeter. Den regnigaste månaden är juni, med i genomsnitt 431 mm nederbörd, och den torraste är oktober, med 19 mm nederbörd.